# Wilhelm von Brauchitsch
Friedrich Wilhelm Karl von Brauchitsch (* 21. Februar 1820 in Potsdam; † 6. Januar 1884 in Klein Katz, Kreis Neustadt in Westpreußen) war ein deutscher Rittergutsbesitzer und Politiker. Vor und nach der Deutschen Reichsgründung war er Mitglied des Reichstages.

## Leben

### Herkunft
Wilhelm war ein Sohn des preußischen Generals der Kavallerie Karl von Brauchitsch (1780–1858) und dessen Ehefrau Christiane, geborene von Calbo (1790–1823). Der Abgeordnete Carl Otto Sigismund von Karstedt war sein Stiefbruder.

### Werdegang
Ab 1831 besuchte er die Ritterakademie in Dom Brandenburg und studierte anschließend bis 1840 Rechtswissenschaft an der Friedrich-Wilhelms-Universität Berlin und der Rheinischen Friedrich-Wilhelms-Universität Bonn. 1839 wurde er im Corps Borussia Bonn aktiv.
Er schlug zunächst die juristische Laufbahn ein und wurde Auskultator bei der Justizkammer in Schwedt/Oder und danach Referendar bei der Justizkammer Potsdam. 1847 wechselte er von der Rechtspflege in die innere Verwaltung des Königreichs Preußen. Als Regierungsassessor war er in Potsdam und anschließend bis 1857 in Danzig. 1854 bis 1865 wirkte er als Landrat des Kreises Danzig. Dann brach er seine Karriere aus gesundheitlichen Gründen ab und zog sich als Rittergutsbesitzer nach Klein Katz zurück. Von dort widmete er sich der Politik und Vereinsarbeit. Auch war er später Mitbegründer der Westpreußischen Zeitung.
Brauchitsch war 1866–1870 Mitglied des Preußischen Abgeordnetenhauses für den Wahlkreis Regierungsbezirk Danzig 1 (Elbing – Marienburg). 1867 wurde er in den Reichstag des Norddeutschen Bundes und 1871 bis 1877 in den Reichstag gewählt. Dorthin wurde er als Abgeordneter des Reichstagswahlkreis Regierungsbezirk Danzig 1 entsandt. Im Reichstag gehörte er der Fraktion der Konservativen Partei (Preußen) an.

### Familie

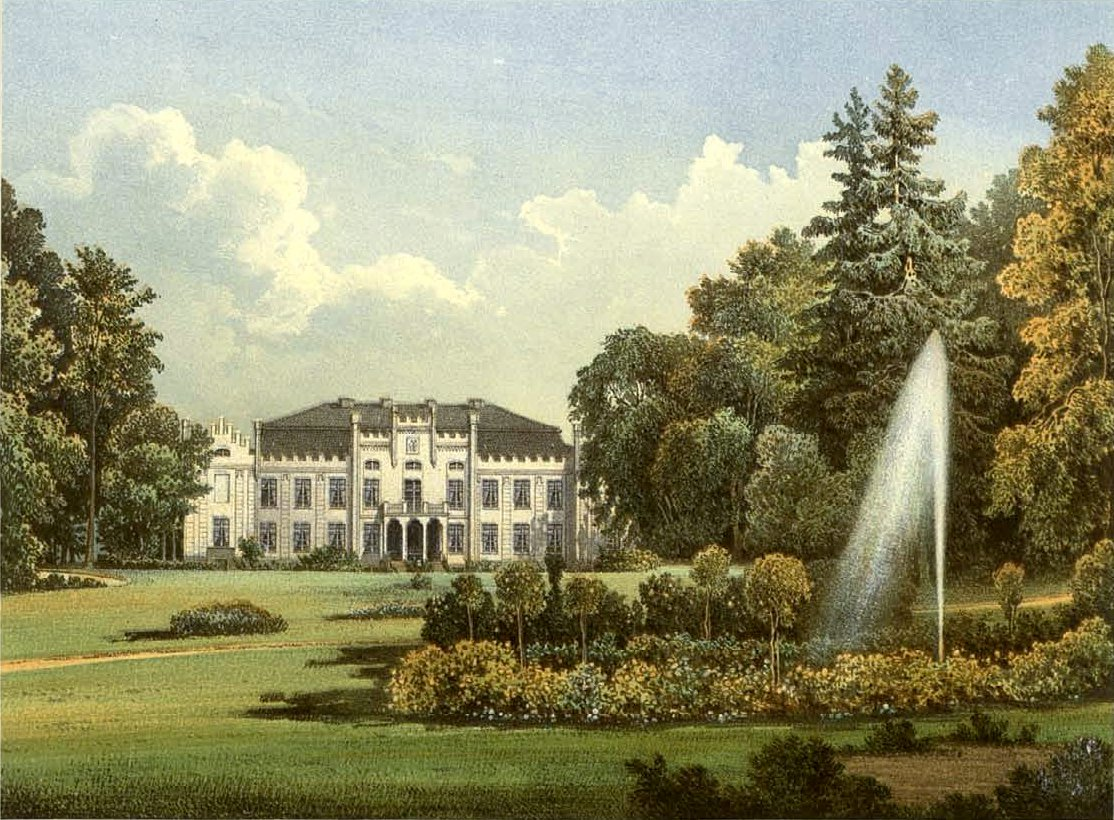
Schloss Klein-Katz, Sammlung Alexander Duncker, um 1861/62

Brauchitsch heiratete am 29. Oktober 1850 Marie von Wilamowitz-Möllendorf (1831–1909). Aus der Ehe ging der Sohn Karl (1851–1893) hervor, der 1884 Franziska von Tiedemann-Brandis (1864–1920) heiratete, die wiederum nachfolgend den späteren Oberst und Rechtsritter des Johanniterordens Oskar von Parpart ehelichte und mit ihm auf Schloss Klein Klatz lebte.